# Alhakén II
Alhakén II, al-Hakam II o Alhaquén II (en árabe, الحكم بن عبد الرحمن, al-Ḥakam ibn ʿAbd ar-Raḥmān (Al-Hákam hijo de Abderramán); Córdoba, 13 de enero de 915-Id., 1 de octubre de 976) segundo califa omeya de Córdoba, desde el 16 de octubre de 961 hasta su muerte. Durante su reinado —uno de los más pacíficos y prósperos de la dinastía en la península— se amplió la mezquita de Córdoba, ciudad que alcanzó su apogeo del periodo califal. Es reconocido como un gran bibliógrafo y un gobernante de gran cultura.
Sucedió a Abderramán III a los 47 años y nueve meses de edad, en el 962,  continuando la política de su padre y manteniendo la paz y la prosperidad en al-Ándalus. No solo sostuvo el apogeo al que llegó el califato con su padre, sino que con él logró su máximo esplendor.
A los 8 años fue nombrado sucesor de Abderramán III, y su educación fue exquisita, participando intensamente en las actividades del reinado, así como en las campañas militares, acompañando al califa en varias ocasiones. Conservó durante toda su vida gran aprecio por las artes y las letras. Cuando a la muerte de su padre se hizo cargo del poder contaba con 47 años y adoptó el título de al-Mustánsir bi-l-Lah («el que busca la ayuda victoriosa de Alá»). Hasta entonces, y pese a su unión con Radhia, no tuvo hijos. Al llegar al trono la descendencia se hacía necesaria y logró dársela una concubina esclava, de origen vascongado llamada Subh (también llamada Zohbeya y Aurora), a quien Alhakén dio el nombre masculino de Chafar.

## Juventud
Fue sietemesino y nació el 20 de enero del 915.
Nombrado sucesor al trono joven, obtuvo sobrada experiencia en la Administración, ya que alcanzó el trono con más de cuarenta años. Su padre, preocupado por su educación como heredero, le obligó a residir en el palacio junto a él y a no tomar esposa, lo que desató rumores de homosexualidad.

## Califa
Adoptó el título honorífico de al-Mustánsir bi-l-Lah («el que busca la ayuda victoriosa de Alá») y continuó la política iniciada por su padre, del que fue fundamentalmente un continuador. Sus quince años de reinado fueron tranquilos, como la segunda mitad del de su padre.
A diferencia de su padre, Alhakén se apoyó en dos personajes de la corte: el general Gálib, un liberto de origen eslavo, y el chambelán Yaáfar al-Mushafi, que junto a la concubina Subh ejercieron prácticamente el gobierno, alcanzando altas cotas de poder. El primero tenía a su cargo la defensa de la frontera septentrional frente al reino asturleonés y su condado castellano, y el segundo ejerció el gobierno durante la enfermedad final del califa. Al-Mushafi era amigo personal del califa, hijo de su propio preceptor. Gracias a la protección de Alhakén, alcanzó el título de chambelán; gozó de la máxima confianza del califa por su integridad. El general llegó a ser el comandante supremo de los ejércitos califales y tener la última opinión en toda decisión militar, sirviendo a los tres primeros califas cordobeses.

## Política exterior y campañas militares

### Los reinos cristianos
Entre las primeras medidas que tomó al ser nombrado califa, se encontraba la reclamación al reino cristiano de León de las diez fortalezas que su rey, Sancho I, había prometido a su padre Abderramán III por el apoyo prestado en la disputa dinástica que aquel mantuvo con Ordoño IV y que le había permitido recuperar el trono en el 960.
Ante la negativa del rey leonés a cumplir su promesa, Alhakén acogió al depuesto Ordoño IV en la corte cordobesa prometiéndole reponerlo en el trono, lo que hizo que Sancho I se retractase y enviase una embajada a Córdoba con la promesa de cumplir lo pactado. Sin embargo, la muerte de Ordoño IV —en la propia Córdoba, en 962— motivó que Sancho I cambiase nuevamente de postura y concertase una alianza con el rey navarro García Sánchez I, con el conde castellano Fernán González y con el conde de Barcelona Borrell II para hacer frente al poderío del califa.
Alhakén inició en respuesta, en 963, una ofensiva militar que se ve culminada por el éxito al conquistar las plazas de San Esteban de Gormaz, Atienza y Calahorra lo que, unido a las crisis dinásticas que surgieron en los reinos cristianos, volvieron a colocar al califato cordobés en su posición de supremacía. Se reforzó además Gormaz como centro de defensa frente a cualquier embate castellano. En el 965, la muerte por envenenamiento de Sancho llevó al trono leonés al pequeño Ramiro III, de cinco años; su minoría de edad y la regencia de su tía Elvira condujeron a la crisis del reino y el califato quedó árbitro de las numerosos disputas de sus señores feudales. No solo numerosos señores leoneses, sino también el nuevo conde castellano García Fernández y el rey navarro Sancho Garcés, se apresuraron a prestar homenaje a Alhakén a finales de la década de 960 y principios de la siguiente.
Se inició así un periodo de calma militar que se extendió hasta 974, cuando el nuevo conde castellano García Fernández, que había sucedido a Fernán González, aprovechando que el grueso del ejército califal se encontraba en África, atacó la plaza de Deza. García se alió con leoneses y navarros y puso cerco a Gormaz en abril del 975. Su incursión que se vio acompañada en 974 por el asalto del también nuevo rey de León Ramiro III de la plaza de San Esteban de Gormaz. El retorno del general Gálib de su campaña africana puso fin a los ataques cristianos al vencerlos en las batallas de Gormaz (junio del 975), Langa y Estercuel.

### El Magreb
La política africana de Alhakén estuvo marcada por el intento de frenar la expansión del califato fatimí, con capital en Kairuán, en el actual Túnez, por el Magreb. Política que se vio favorecida por la conquista, en 969, de Egipto por los fatimíes, que trasladaron su capital a El Cairo tres años más tarde y con ello su zona de influencia lejos del estrecho de Gibraltar. Además, se buscaba asegurar el acceso directo al comercio sahariano controlando algunas ciudades rifeñas.
Tras los reveses sufridos por su padre, al alcanzar el califato apenas conservaba en la región la posesión de Ceuta y Tánger. Algo mínimo, si se tiene en cuenta que entre 945 y 952 los omeyas controlaban las tierras entre Argel, Siyilmasa y el Atlántico. Durante los diez primeros años de reinado, sin embargo, se contentó con tratar de mantener su influencia mediante la compra de lealtades e incursiones militares ocasionales. Tras atizar la revuelta de algunos zanata contra el vasallo fatimí de la zona, el sinhaya Ziri Manad respondió al hostigamiento y, con el beneplácito del califa fatimí, contraatacó y obtuvo una aplastante victoria en febrero del 971. La muerte de Manad ese mismo año a manos de un antiguo partidario de los fatimíes pasado a los omeyas y coaligado con algunas tribus cenetes supuso un triunfo pírrico al que siguió una dura reacción zirí. A partir de ese año, aumentó notablemente el reclutamiento de fuerzas bereberes, que continuó durante el posterior gobierno de Almanzor y tuvo un importante papel en la guerra civil.
El traslado fatimí hizo que, en 972, Alhakén decidiese recuperar su zona de influencia en el Magreb, para lo cual tuvo que enfrentarse al último representante de la dinastía idrisí, el emir al-Hasan ben Kannun. se envía al general Muhammad ibn Qasim ibn Tumlus, se movilizan las escuadras de Sevilla y Almería y envía dinero al zanata Muhammad ben al-Jayr para reclutar un ejército y pasar a la ofensiva. El general cruzó el estrecho el 7 de agosto y fue a enfrentar al idrisí mientras la flota se encargaba de Tánger. Ese mismo mes, las fuerzas omeyas del almirante Abd al-Rahman ibn Muhammad ibn Rumahis recuperaban Tánger, que antes había expulsado a la guarnición califal y que Ben Kannun controlaba. A la vez, el general Qasim reconquista Tetuán. El 2 de septiembre Kannun es vencido y debe huir, permitiendo a Qasim tomar Arcila. Tras perder Arcila, el idrisí lanzó un contraataque afortunado en diciembre que obligó a los andalusíes a refugiarse en Ceuta.
Solicitados refuerzos a la península, Alhakén envió al general Gálib, a quien dio total libertad, tanto para sobornar como para combatir enemigos. El general sale de Medinaceli, pasa por la capital, se embarca en Algeciras el 15 de junio de 973, donde se encarga de los últimos detalles de la expedición. Su objetivo era Tánger, pero el viento lo desvió a Marsá Qabála. Gálib logró el sometimiento del idrisí en marzo del 974. La misión de sobornar a los bereberes estuvo a cargo del joven intendente Abu ʿAmir Muhammad ben Abi ʿAmir.
En el 975 y ante el gran gasto que suponía para el tesoro andalusí mantener sus fuerzas en el Magreb, se devolvió a estas a la península y se las sustituyó por fuerzas locales. Así, el control de la costa meridional del Mediterráneo quedaba asegurado por el presencia directa en algunas plazas fuertes estratégicas como Ceuta y Melilla, y mediante una política de establecimiento de protectorados, como el Emirato de Nekor.

### Invasión normanda
También tuvo que afrontar la ofensiva marítima de los vikingos normandos que, al mando de un tal Gundurendo, recorrían los puertos de Europa sembrando el terror: atacaron Lisboa en 966, pero fueron derrotados frente a Silves por una flota que el califa había desplazado desde Sevilla al mando de su almirante Muhammad ibn Rumahis. Almería, principal puerto militar del califato, había comenzado a fortificarse por orden de Alhakén en el 964. Se garantizaba así la vigilancia del estrecho de Gibraltar y del comercio con el Magreb.
En el año 971, los vikingos intentaron una nueva incursión en territorio califal, Alhakén respondió enviando la escuadra almeriense en ayuda de la sevillana y los normandos no lograron desembarcar. Al acabar su reinado su flota contaba con atarazanas, aparte de la principal, en Alcacer do Sal, Silves, Sevilla, Algeciras, Denia, Tortosa, Ceuta y Melilla, dominando el Atlántico y el Mediterráneo Occidental con sólo su rival fatimí como una verdadera amenaza. Las crónicas árabes hablan de hasta trescientos navíos de combate en las escuadras califales. Cálculos más moderados las reducen a ciento veinte barcos, incluyendo transportes y pataches, operados por siete mil tripulantes, cinco mil de ellos marineros y mil profesionales. Gracias a su poder naval, los omeyas fueron capaces de sostener el enclave de Fraxinetum, en Saint-Tropez, entre 894 y 972.

## Política interior

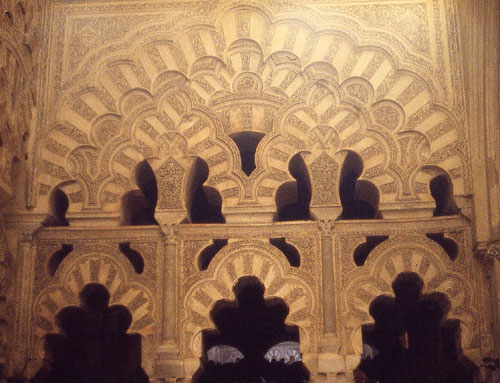
Mezquita de Córdoba.

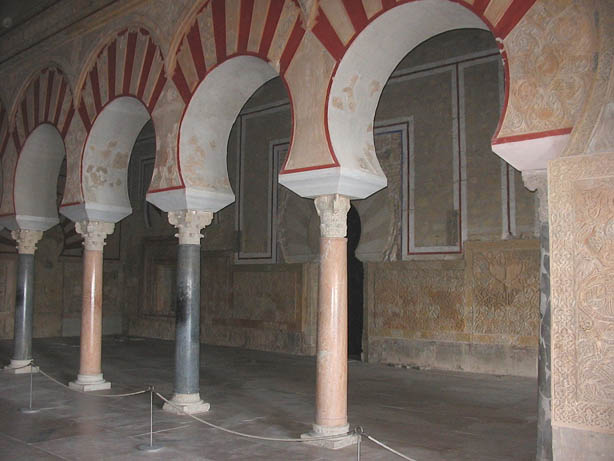
Medina Azahara.

El califato se basaba en la igualdad de todos los grupos étnicos y religiosos para acceder a los puestos de gobierno, acabando con la nobleza militar árabe, berberisca, eslava o de cualquier otro origen. El respeto a los cristianos, a los judíos y a la inmensa parte de la población, así como la constitución de una burocracia meritocrática y una clase media comercial y administrativa, fueron las bases de ese estado de bienestar.
En el año 966, haciendo caso a los alfaquíes más intransigentes, contrarios a la producción de vino, ordenó arrancar dos terceras partes de las viñas.

### Obras públicas
- Se dedicó a la Mezquita de Córdoba, de la que ya en vida de su padre inspeccionaba las obras, realizando la ampliación más bella y la decoración más rica, derribando el muro de la qibla y extendiendo el oratorio en doce crujías, dotándolo de una serie de lucernarios cubiertos con bellas cúpulas nervadas, y de una macsura con presencia de arcos polilobulados y entrecruzados, además de la construcción del mihrab, concebido por primera vez como una habitación octogonal, cuya portada fue decorada con bellos mosaicos realizados por maestros bizantinos enviados por el basileus (emperador) de Constantinopla, Constantino VII.
- Terminó de construir Medina Azahara, con el mismo tipo de construcción y decoración. Utilizaba sus dependencias desde la primavera hasta el otoño, y si alguna vez lo hacía en invierno era para presidir recepciones solemnes y recibir embajadores.
- Reformó el Alcázar andalusí y construyó castillos por varias zonas como defensa contra los reinos cristianos.
- Realizó obras públicas en Córdoba, que se convirtió en la ciudad más importante de Europa tanto por su población como en el ámbito político y cultural. Era la primera ciudad de la Península que tuvo pavimentadas sus calles, alumbrado público nocturno y alcantarillado, que se distribuía mediante una red perfectamente organizada, algo extraordinario teniendo en cuenta la época. También hay constancia de obras de este tipo en otras ciudades.
- Construyó el castillo de Baños de la Encina.

### Economía

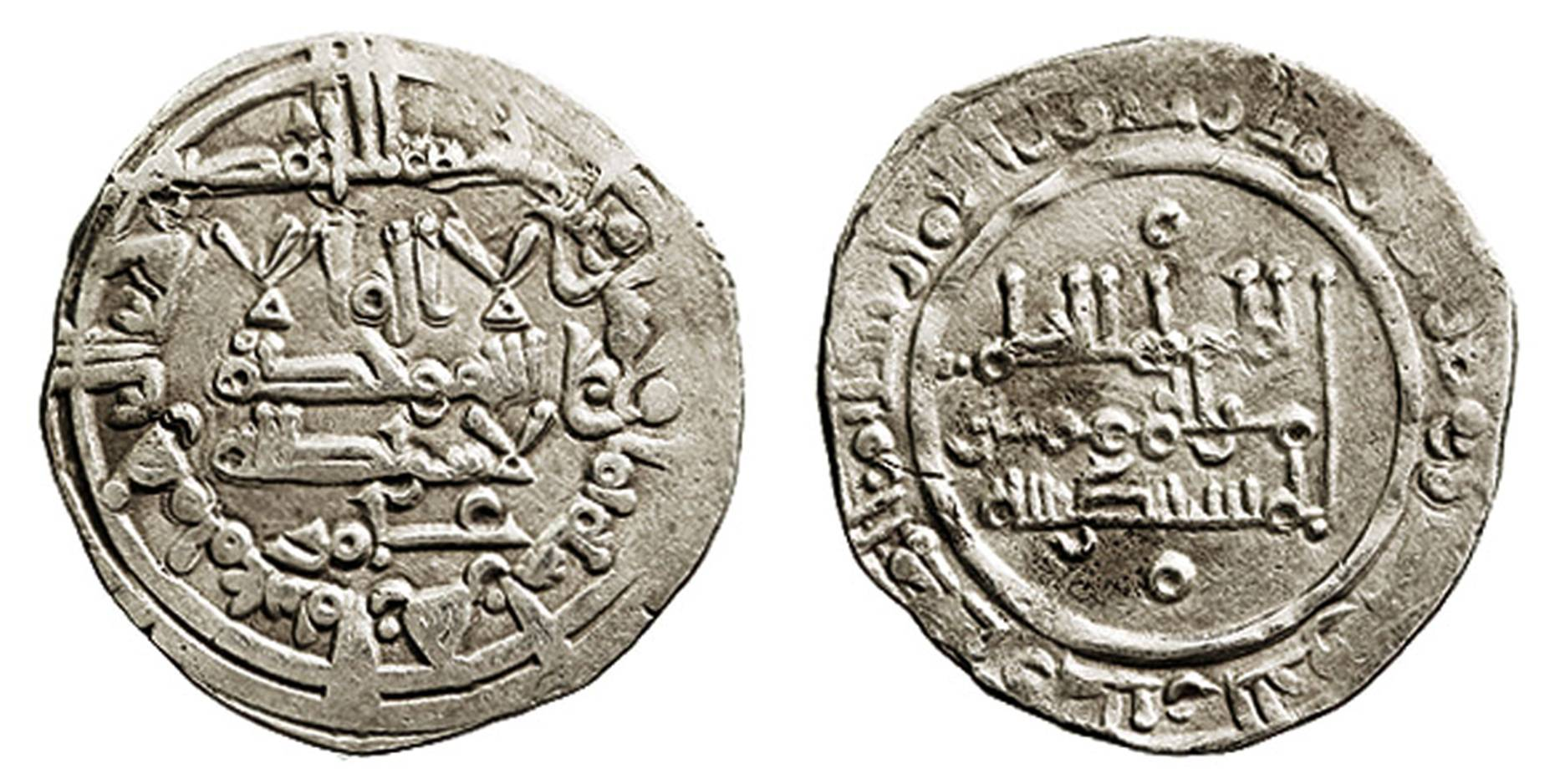
Moneda de plata acuñada durante el reinado de Alhakén II en Medina Azahara.

Los impuestos coránicos casi nunca bastaron para hacer frente al gasto del Estado, pero la economía alcanzó un desarrollo insospechado gracias a la larga etapa de paz que el califato dio a sus súbditos, lo que proporcionó al fisco unos ingresos saneados que permitieron la construcción de las grandes obras públicas. 

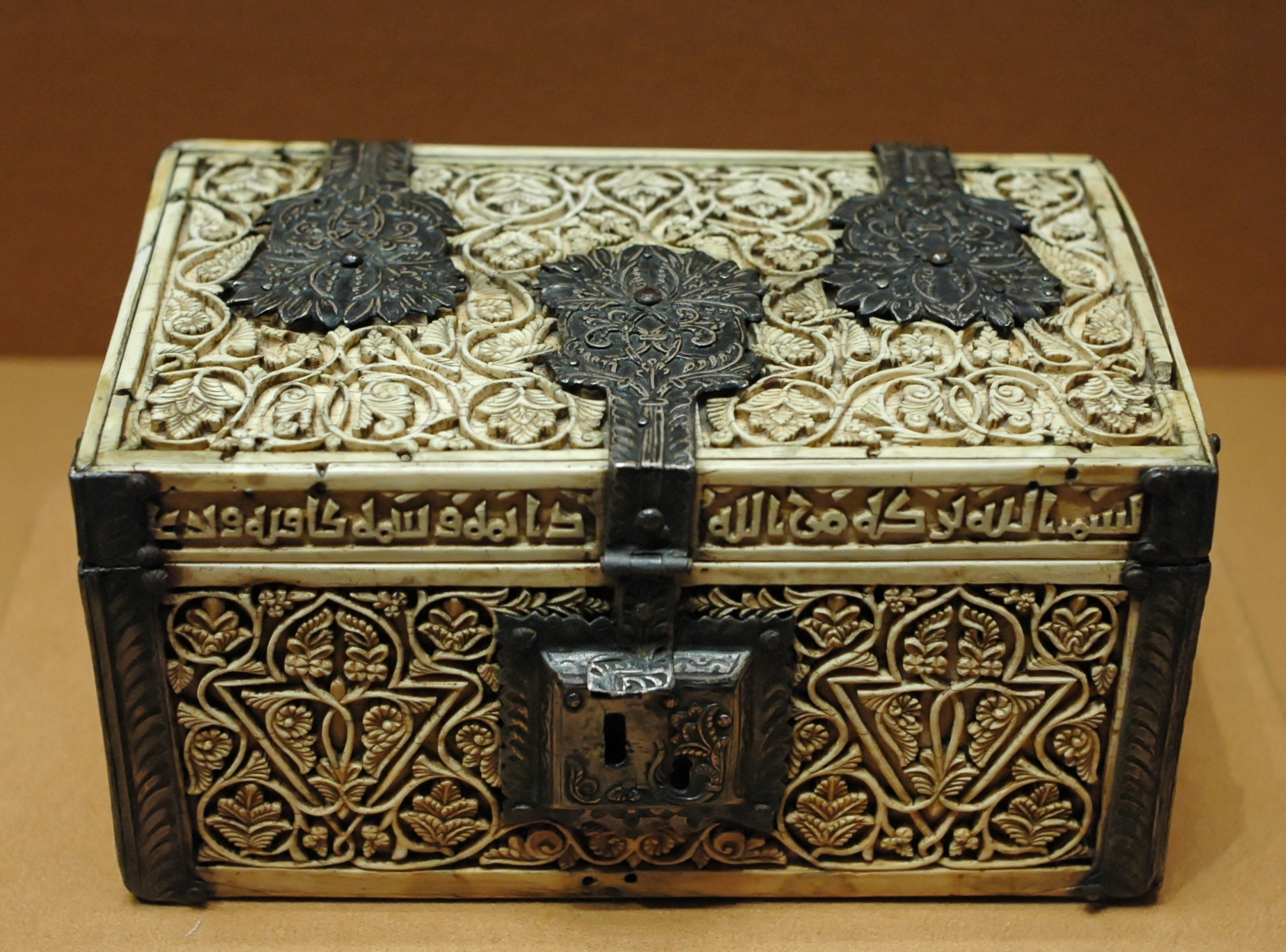
Caja de marfil y plata con decoración tallada (Medina Azahara).

- La vida económica propiamente dicha estaba basada en la agricultura y ganadería. El cultivo de cereales y legumbres fue particularmente intenso. Los excedentes de aceitunas, uvas e higos fueron exportados con pingües beneficios hacia Oriente. Se introdujeron el arroz, el naranjo y el toronjo, y se construyeron sistemas de riego y canales. La capa forestal alcanzó probablemente su extensión máxima en la península y fue aprovechada para la construcción de barcos, en especial en los astilleros de Tortosa.
- El dominio de Marruecos y Argelia le facilitó la protección de las caravanas que le traían el oro de Sudán, con el cual se acuñaba monedas.
- La ganadería estuvo en manos de los bereberes. En época de Abderramán II se habían introducido los primeros camellos en España, que se criaron para el ejército.
- Las técnicas de extracción minera no experimentaron avances sensibles con respecto a los de la época romana, y los metales explotados fueron los mismos que en la antigüedad: oro y plata.
- La industria de tipo artesano se centró en la manufactura de objetos de lujo.

### Cultura

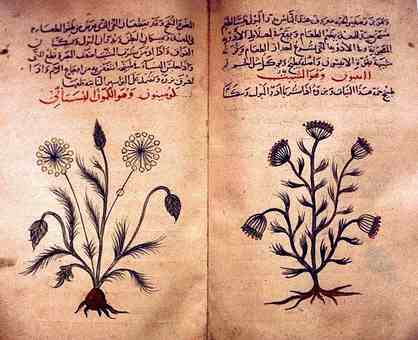
Herbolario.

El desarrollo de las ciencias y de las letras se debió a las facilidades que los califas dieron a los sabios orientales inmigrados, ya que los abasíes persiguieron sin tregua a quienes cultivaron el saber más allá de los rudimentos necesarios para la solución de los problemas jurídico-religiosos. La difusión de la cultura andalusí por Europa quedó asegurada gracias a los continuos viajes de los monjes mozárabes a la España cristiana, a la Marca Hispánica hasta Lorena.
- La medicina estuvo en manos de los mozárabes hasta mediados del siglo IX. En esta época llegaron prácticos de Oriente que desplazaron a los cristianos, y un siglo después se adapta la traducción oriental del Dioscórides a la terminología botánica de al-Ándalus, gracias a la colaboración del judío Hasday ibn Saprut, del monje bizantino Nicolás y del médico musulmán Ibn Yulyul.
- Fundó 27 escuelas públicas en las que los eruditos enseñaban de forma gratuita a los pobres y huérfanos a cambio de atrayentes salarios, y decretó la enseñanza obligatoria para todos los niños.

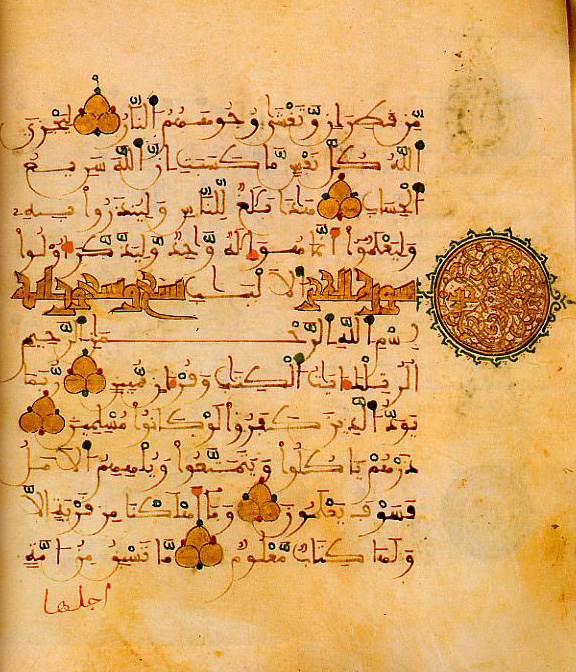
Volumen del Corán de al-Ándalus.

- Creó una biblioteca, símbolo de esta cultura andalusí, pluralista, tolerante y universalista, con más de 400 000 volúmenes que abarcaban todas las ramas del saber.[nota 1] Tenía anejo un taller de escribanía con copistas, miniaturistas y encuadernadores, y se conocen los nombres de las dos copistas más importantes: Lubna, secretaria de Alhaken II, y Fátima.[42] Según cronistas, en un solo arrabal de la ciudad podía haber unas ciento setenta mujeres dedicadas a la copia de libros, lo que da una idea de la cultura a la que llegó la mujer cordobesa en aquellas fechas. También tenía agentes para ojear y comprar libros en El Cairo, Bagdad, Damasco y Alejandría. Desde la biblioteca subvencionaba no solo a los escritores y estudiosos de Al-Ándalus, sino de todo el mundo: cuando supo que Abu'l-Faraj al-Isfahani había comenzado su célebre antología de poesía y canciones árabes (el Libro de cantos), le envió mil monedas de oro para tener una copia. Isfahani le envió una especial, con la genealogía de los omeyas, porque Alhakén, que leyó y anotó muchos de los miles de libros de su biblioteca, era un genealogista consumado, el más importante que haya tenido esta disciplina; todavía hoy es la máxima autoridad. Pasaron siglos antes de que se reuniera en España una biblioteca como la suya, sólo porque escribía, perdonaba, protegía a los filósofos y pagaba a todos los poetas, incluso a los más desvergonzados.

## Sucesión
De la trayectoria de este califa, inteligente, ilustrado, sensible y extremadamente piadoso solo cabe lamentar que reinara apenas 15 años, y que cometiera el gran error de no nombrar a un sucesor capacitado y eficaz.
Mayor y sin hijos al alcanzar el trono, tuvo su primer vástago, Abderramán, en el 962, hijo de la concubina vascona Subh. El heredero, sin embargo, falleció pocos años después, en 970. Subh volvió a dar a luz tres años más tarde, en 965, al futuro Hisham II; gracias a su nacimiento se convirtió en la mujer más influyente de palacio.
Quizás por sentir próxima su muerte por el ataque de hemiplejía que sufrió, se apresuró en nombrar sucesor a su hijo, Hisham II que, al acceder al trono siendo menor de edad, se convirtió en una marioneta utilizada con astucia por al-Mansur y sus partidarios. En el 976, cuando Hisham contaba apenas once años, Alhakén impuso el juramento de fidelidad al heredero. Ocho meses más tarde, falleció. El nombramiento de un menor para el califato, aunque no sin precedentes suscitó oposición.
Alhakén falleció de un infarto al corazón, producido por una angina de pecho, en presencia de dos de sus cortesanos principales la noche del 30 de septiembre de 976. Algunos sectores de la corte propusieron a su hermano menor, Abū-l-Muțarrif al-Mughira, como nuevo califa aduciendo que Hisham, un niño, no podría desempeñar el cargo apropiadamente. El príncipe al-Mughira era el tercer hijo de Abderramán III y su favorito, con unos veintisiete años en ese momento. El chambelán al-Mushafi, deseoso de hacerse con la regencia, envió a Abu ʿAmir Muhammad al palacio del príncipe y lo asesinó. El segundo y cuarto hijos de Abderramán III, Abū-l- Qāsim al-Așbag y Abū-l-Așbag’ Abd al-’Aziz, respectivamente, no participaron de estos eventos.

## Semblanza del Califa
Físicamente rubio, pero tirando a pelirrojo, con nariz aguileña, grandes ojos negros, corpulento, de piernas cortas y antebrazos demasiado largos, tenía un perceptible prognatismo. Su voz era muy fuerte, casi estentórea.
Alhakén nunca tuvo buena salud. En 974, sufrió un ataque de hemiplejía del que nunca se recuperó y que acabó por matarlo dos años más tarde. La cercanía de la muerte le llevó a acentuar sus obras piadosas, aunque siempre había sido devoto, en contraste con su padre.
Fue un califa inteligente, ilustrado, sensible y extremadamente piadoso, tanto que, preocupado por la costumbre de beber de sus súbditos, intentó evitarla arrancando los viñedos. Sus consejeros le disuadieron mencionando que el aguardiente de higos también emborrachaba y que la medida hubiese resultado impopular.